# БМП-23
БМП-23 — болгарська бойова машина піхоти, яка була вперше представлена на початку 1980-х років. Однак базувалася на проекті болгарського конструкторського бюро 1970-х років, який був представлений у 1980-х роках. Корпус побудований на основі радянської самохідної гаубиці 2С1 (також виробництва Болгарії) з більш товстою бронею та потужнішим дизельним двигуном, який було взято з МТ-ЛБ. Оскільки 2С1 є більшою машиною, транспортне відділення не таке тісне, як у БМП-1. Броня — лита сталь, здатна витримувати важкий вогонь з кулеметів. 
Вперше БМП-23 була помічена на параді в 1984 році.

## Історія
БМП-23 була розроблена в 1980-ті роки Науково-дослідним технічним інститутом у місті Казанлик, її виробництво було освоєно на трьох підприємствах міста Червен-Бряг (основне виробництво знаходилося на машинобудівному комбінаті «Деветі травень», два інших підприємства міста виготовляли елементи вузли, агрегати та запасні частини).
Була вперше показана на військовому параді 1984 року.
У 1990-ті роки державне підприємство «Деветі травень» було перетворено на акціонерне товариство «Бета», в умовах економічної кризи в 1997 році було прийнято рішення про припинення виробництва БМП-23.
Усього було випущено 115 БМП-23 у кількох модифікаціях.
Під час війни в Іраку БМП-23 та БРДМ-2 перебували на озброєнні болгарського військового контингенту в Іраку.
Станом на 2007 рік, на озброєнні болгарської армії залишалося 114 БМП-23.

## Опис
БМП-23 суттєво відрізняється від БМП-1 і більше схожа на БМП-2. Корпус розроблений на базі корпусу машини 2С1 «Гвоздика», але з більш товстою бронею. «Гвоздика» є більшим за розміром транспортним засобом, ніж БМП-1, і тому в ній не так тісно, як у БМП-1. Броня з литої сталі, яка здатна витримати вогонь важких кулеметів. Башта озброєна 23-мм гарматою та двома-чотирма ракетами 9М111 «Фагот» або 9М113 «Конкурс».
Потужність двигуна ЯМЗ-238Н збільшена до 315 к.с.

## Модифікації

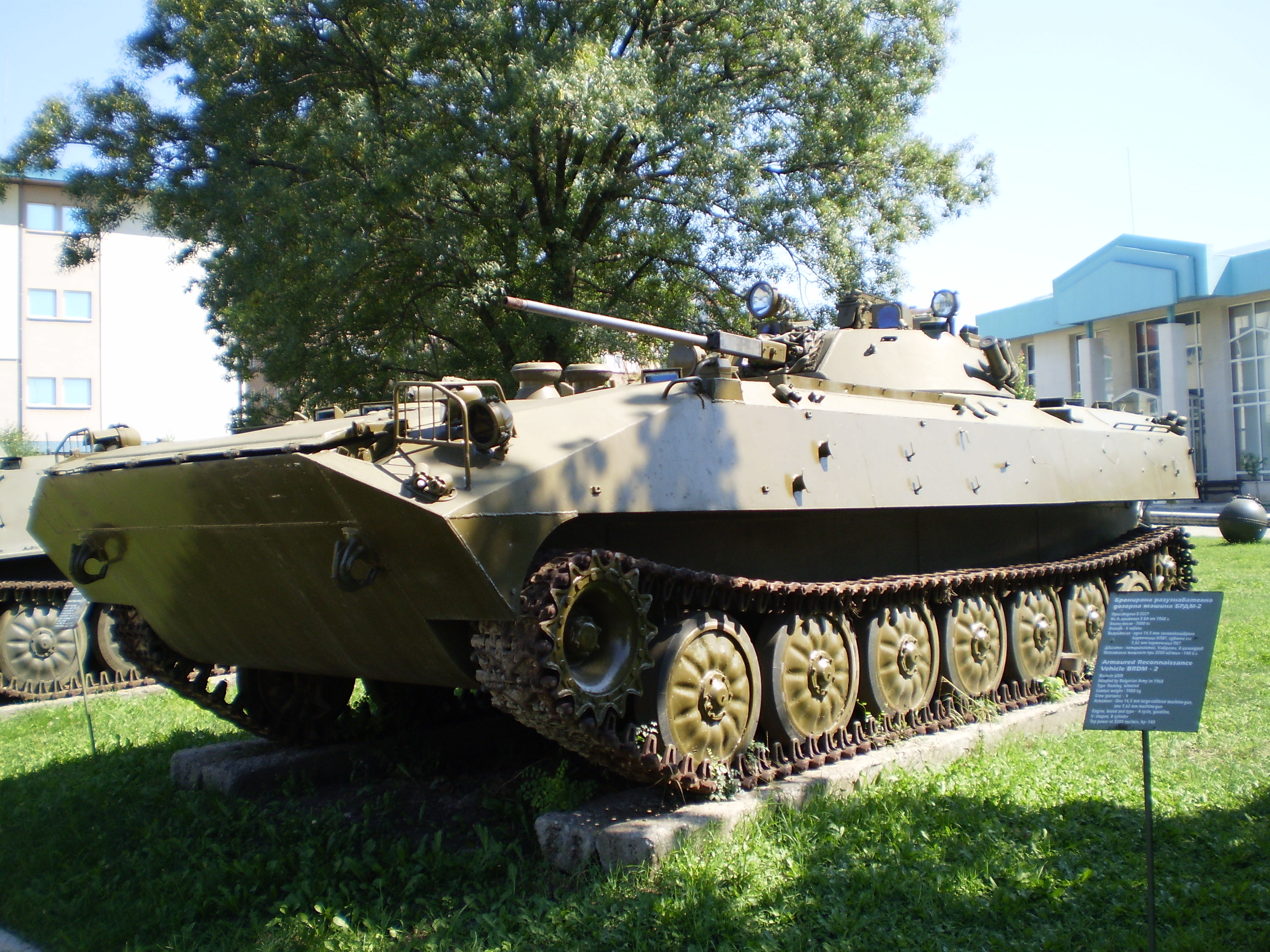
БМП-30

- БМП-23- базова модифікація, з баштою болгарської розробки з 23-мм гарматою 2А14 та пусковою установкою ПТРК 9К11 «Малютка».
- БМП-23А- покращена модифікація, з 81-мм димовими гранатометами 902В «Туча» на бортах башти та заміною ПТРК на 9М111 «Фагот».
- БРМ -23- бойова розвідувальна машина на базі БМП-23, з додатковими засобами спостереження та зв'язку, зменшеним числом амбразур у корпусі та екіпажем із п'яти осіб[3].
- БМП-30- варіант БМП-23А, створений у 1990-ті роки; маса збільшена до 15,3 тонни, встановлена башта від БМП-2 з 30-мм гарматою 2А42 та ПТРК 9М113 «Конкурс».

## Оператори
Болгарія — станом на початок 2022 року, на озброєнні залишалося 70 БМП-23.

## Де можна побачити
- Національний музей військової історії в Софії: одна БМП-23 та одна БМП-30